# Pygmées (mythologie)
Pour les articles homonymes, voir Pygmée (homonymie).
Les Pygmées (en grec ancien Πυγμαῖοι / Pugmaîoi) sont un peuple de la mythologie grecque. Ils se caractérisaient par leur très petite taille et vivaient dans des contrées lointaines, dont la localisation variait selon les auteurs, en général au sud de l'Égypte, mais parfois en Inde. Le terme pygmée signifie littéralement « haut d’une coudée », et tire son origine du mot grec πυγμή / pugmế, désignant une mesure de longueur, la coudée hellénique, estimée à 31,6 cm.

## Histoire
Le terme apparaît dans l’Iliade d’Homère,. Le passage aurait fait allusion à une énigmatique population d’une taille excessivement réduite entretenant une lutte perpétuelle pour sa survie contre les nuées migratoires des grues. Les sites de reproduction de ces oiseaux étant situés très loin en Afrique équatoriale, la difficulté de la connaissance d’une peuplade aussi éloignée a toujours constitué un important problème pour les historiens.

## Repérages géographiques
Faisant suite à Homère, de nombreux auteurs ont cherché à découvrir le fin mot de cette histoire. Le géographe grec Mégasthène, qui vécut au IVe siècle av. J.-C., rapporta, lors d’un voyage en Inde, l’existence d’une autre population similaire, mais d’une taille beaucoup plus élevée. Malgré son évidente confusion entre ces pygmées indiens et ceux vivant normalement en Afrique, il fournit, peut-être bien malgré lui, un début d’une plausible explication à cette énigme vieille de plusieurs siècles. Pour le contemporain de Mégasthène, le philosophe Aristote, l’existence de ces hommes, hauts d’une seule coudée, ne semblait faire aucun doute : « les autres vont pour ainsi dire d’un bout du monde à l’autre, comme font les grues. Car leur migration les conduit des plaines de Scythie aux marécages de la Haute-Égypte où le Nil a sa source : on dit même qu’elles y attaquent les Pygmées. Car l’existence de ce peuple n’est pas une fable : il s’agit vraiment d’une race de petite taille, comme on le dit, hommes et chevaux, et dont la vie se passe dans les cavernes ». Selon les géographes de l’époque, les Scythes occupaient les vastes plaines en bordure nord de la mer Noire. Citant son ouvrage en quatre volumes, Indika, perdu, Strabon rapporte que : « Ils dénichent les œufs des grues et les détruisent sans pitié, que c’est dans leur pays que les grues ont l’habitude de pondre, et qu’on s’explique alors pourquoi l’on ne voit jamais nulle part ni les œufs ni les petits des grues, qu’enfin il arrive qu’une grue vienne tomber en nos pays lointains portant encore le fer de flèche dont ses mortels ennemis l’ont percée ».
D’après Juvénal, les grues occupaient, durant la saison estivale, tout le pourtour du Pont-Euxin, appelé aujourd’hui mer Noire : « En nuages bruyants quand les oiseaux de Thrace émigrent vers le Nord et traversent l’espace, aussitôt le pygmée accourt, prêt au combat, mais il ne peut lutter, son bras lassé s’abat ; dans ses ongles cruels, l’impitoyable grue, prenant son ennemi, l’emporte dans la nue. Si l’on voyait cela chez nous, on en rirait ; chez ce peuple de nains, hauts d’un seul pied, ce fait, ces combats, très fréquents, ne surprennent personne. » Le « fer de flèche » dont parle Mégasthène porte obligatoirement à croire à un questionnement de la part des peuples de la Grèce antique sur l’origine de ces armes dont la dimension devait être proportionnelle à leurs utilisateurs. S’enquérant auprès de voyageurs ayant circulé le long du littoral de la mer Rouge, ils obtinrent visiblement des renseignements crédibles qui incitèrent Homère à écrire sa célèbre strophe[réf. nécessaire].
Le Liber monstrorum, catalogue de peuples et créatures légendaires anonyme du VIIIe siècle, le présente comme étant troglodytes :
« On raconte qu'une certaine race hostile [ou « invisible »] naît dans des cavernes et dans les creux des montagnes, qu'elle mesure une coudée de haut et qu'elle combat, dit-on, contre les grues au moment des moissons, de peur qu'elles ne lui volent leurs récoltes. Les Grecs les appellent Pygmées, du mot grec pour « coudée ». »

## Évocations artistiques

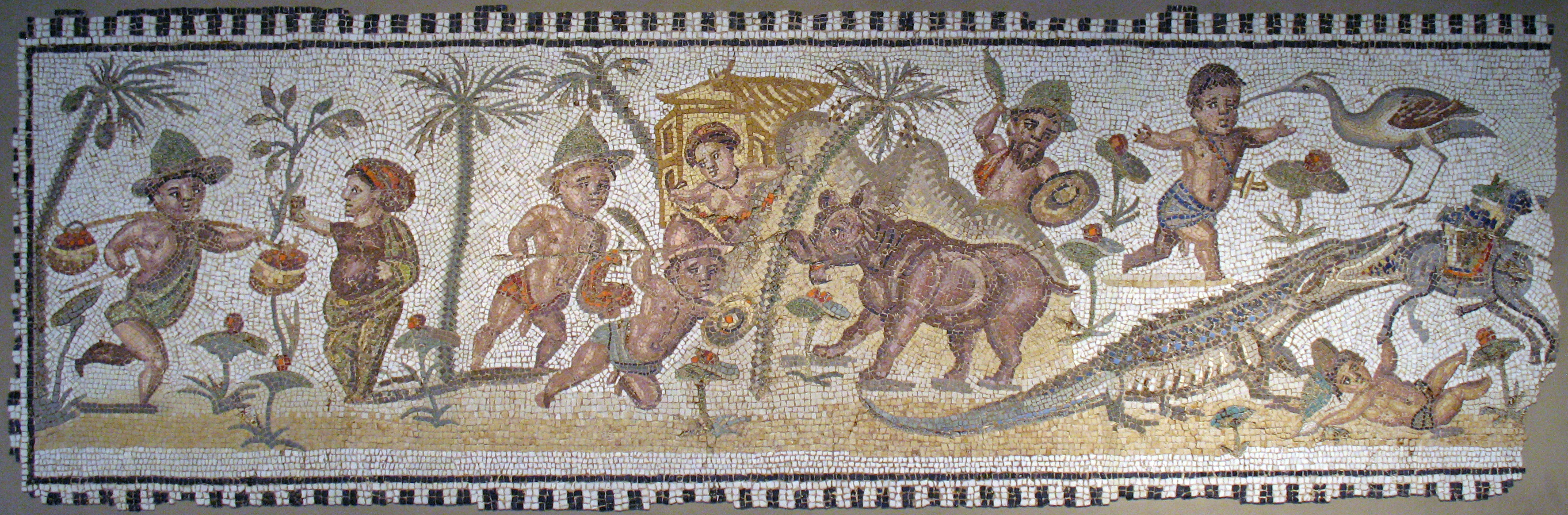
Scène nilotique, mosaïque présumée provenir d'Afrique romaine

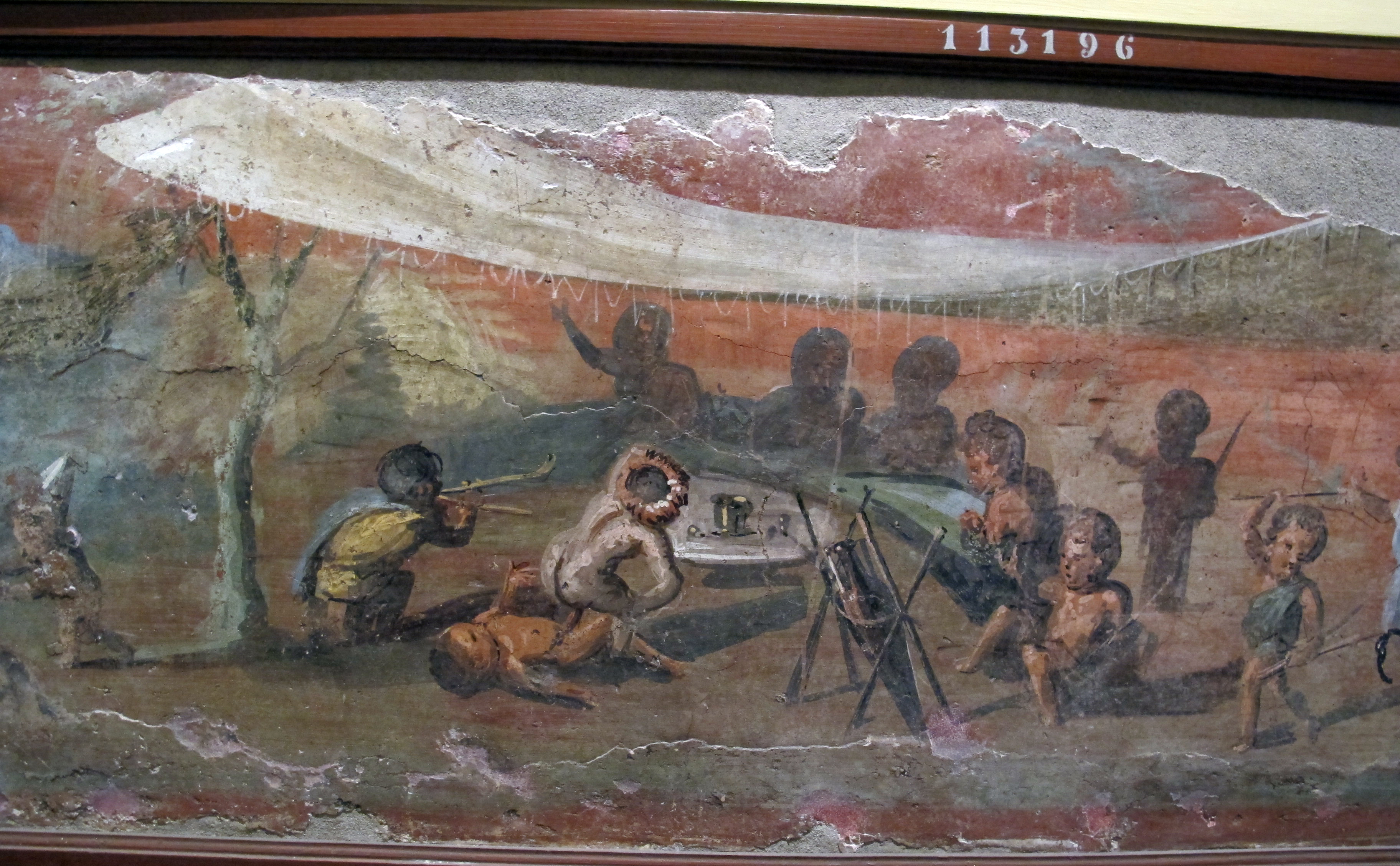
Banquet de pygmées, fresque de Pompéi

Les Pygmées évoqués par les récits mythologiques vont apparaître dans la décoration hellénistique et romaine, dans des peintures et des mosaïques représentant des scènes dites nilotiques, au caractère humoristique ou érotique. 

## Points de comparaison
Les détails supplémentaires fournis par le philosophe grec sont particulièrement intéressants. La possession de chevaux de petite taille et le type de vie troglodyte des pygmées n’est pas sans rappeler d’autres récits de voyageurs ayant fait la rencontre d’hommes de très petite taille. À titre comparatif, on peut citer les fairies écossais :
« Il en existe une autre variété toute rabougrie, mal grandie et très laide, vêtue dans d’anciens justaucorps de tartan, avec de longs vestons gris et de petits bonnets rouges dessous lesquels leurs boucles de cheveux sauvages et non coiffés jaillissent sur leurs joues et leurs fronts. Ils ont des chevaux proportionnés à leur taille, très petits, avec de longs poils et tachetés de brun et de gris. »
Parcourant le Pays de Galles en 1188, Giraldus Cambrensis rapporta le récit d’un prêtre nommé Elidorus, lui aussi témoin d’une semblable rencontre dans sa jeunesse. De proportions égales aux nôtres, mais infiniment plus petits, ces êtres avaient des cheveux blonds leur retombant librement sur leurs épaules et s’exprimaient dans un langage apparenté au grec ancien, mais, surtout, « ils possèdent des chevaux proportionnés à eux-mêmes, de la taille d’un lévrier. »
Faisant écho à son compatriote Mégasthène, le voyageur Ctésias, lors d’un voyage dans la péninsule indienne, décrivit avec insistance l’incroyable petitesse des animaux domestiques dont ces races naines étaient les détentrices :
« Au centre de l’Inde, il y a des hommes noirs qu’on appelle Pygmées ; ils parlent la même langue que les autres Indiens. Ils sont très petits : les plus grands d’entre eux ont deux coudées, mais la plupart mesurent une coudée et demie (…) Leurs moutons ont la taille des agneaux et leurs ânes et leurs vaches à peu près celle des béliers. Leurs chevaux, leurs mules et toutes leurs autres bêtes de somme ne dépassent pas la taille d’un bélier.»

## Extinction ou émigration
Déjà au Ier siècle de notre ère, l’écrivain latin d’origine espagnole, Pomponius Mela, constatait la disparition de ces hommes de petite taille : 

« Au-delà du golfe Arabique, et cependant encore sur les bords d’un enfoncement assez profond qui forme la mer Rouge, est une place en partie déserte à cause des bêtes féroces qui l’infestent, en partie habitée par les Panchéens, surnommés Ophiophages, parce qu’ils se nourrissent de serpents. L’intérieur était autrefois habité par les Pygmées, race d’hommes de très petite stature, qui s’éteignit dans les guerres qu’elle eut à soutenir contre les grues pour la conservation de ses récoltes. »

Après lui, de nombreux auteurs nièrent carrément l’existence même de ces Pygmées, mais, curieusement, parallèlement à ces considérations savantes, va naître, durant le XIXe siècle, toute une littérature, appelée folklorique, prête à soutenir la réalité de cet étrange petit peuple.
En 1895, un Belge nommé Isidore Teirlinck décrivit de cette manière les pygmées vivant dans sa région : « Les kabouter sont de tout petits hommes, hauts de quelques pouces, de la grandeur d’un sabot, vêtus d’un pantalon rouge et d’un frac gris, portant toujours le capuchon rouge (…) Ils habitent sous terre, ordinairement dans les collines et les talus, dans les vieux tunnels. »
Son compatriote, Antoine Schayes, ajouta : « Les habitants du village de Herselt, dans la Campine, racontent qu’un grand nombre de ces nains étaient venus dans ce lieu à l’occasion d’une grande guerre ; qu’ils demeuraient près du village, dans des trous faits en terre au milieu d’un bois, et qu’ils venaient quelquefois dans le village demander l’une ou l’autre chose, sans faire le moindre mal aux habitants. Quand leurs femmes devenaient vieilles, ils les faisaient entrer, un pain mollet en main, dans un trou en terre qu’ils recouvraient ensuite soigneusement. Les campagnards ajoutent que ces pauvres vieilles étaient très contentes de mourir ainsi. »

## Absence de preuves archéologiques
La découverte au XIXe siècle en Afrique équatoriale de peuplades, dont la taille oscillait autour de un mètre trente, a ouvert une confusion entre les pygmées de la tradition antique et cette nouvelle population appelée Négrilles. La difficulté de fouiller des endroits très étroits n’a peut-être pas encore permis la découverte d’ossements de véritables Pygmées, même si la présence d'espèces naines en Europe paléolithique a été formellement démontrée par des chercheurs suisses tels Jakob Nüesch et Julius Kollmann. La mise au jour d’une nouvelle espèce d’hominidé, haute d’un mètre seulement, sur l’île de Florès, près de Java (Indonésie), en septembre 2003, l'homo florensis, jette un éclairage pertinent sur l’existence de cette espèce « fabuleuse » dans laquelle croyaient les anciens auteurs grecs. Il n'a cependant pu exister aucun contact direct entre l'homo florensis et les Grecs de l'Antiquité, puisque le premier a vécu puis disparu vers la fin du Pléistocène, plusieurs milliers d'années avant le début de l'Antiquité.